# Pałac Ludwika Heinzla w Łodzi

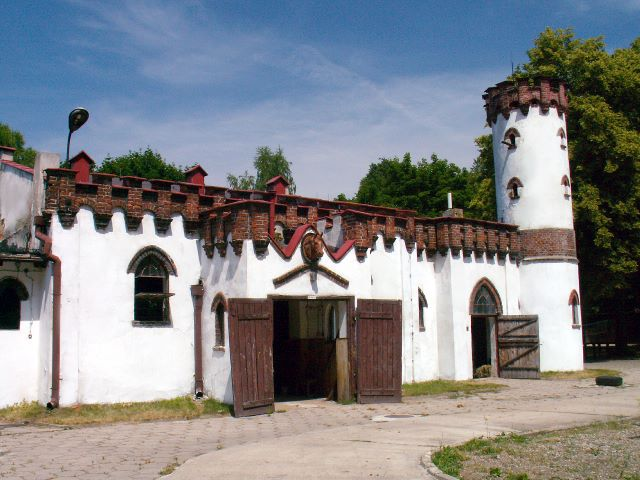
Dziedziniec Łódzkiego Klubu Jeździeckiego

Pałac Ludwika Heinzla – jeden z trzech pałaców Heinzlów w Łodzi. Znajduje się przy ulicy Okólnej 166.

## Historia
Pałac Heinzla wzniesiono nad stawem w 1898 – został zaprojektowany przez Franza Schwechtena, architekta z Berlina. Podpisał go również Ignacy Markiewicz jako architekt miejski. Majątek w Łagiewnikach i pobliskim Arturówku po śmierci Juliusza Heinzla w 1895 odziedziczył syn Ludwik Henryk, który ożenił się z hrabianką Marią Colonną Walewską. Później spadkobierczynią została ich córka Konstancja, która wyszła za mąż za dyplomatę austriackiego, a później polskiego Oswalda Kermenica. Po wojnie oboje pozostali na emigracji w Peru. W czasie II wojny światowej pałac miał być przygotowywany na siedzibę gubernatora Hansa Franka. Wojsko radzieckie do 1947 roku prowadziło w pałacu szkołę oficerską, potem powstał tam oddział Szpitala Chorób Płuc. W 2003 roku Urząd Marszałkowski w Łodzi przejął pałac od skarbu państwa i w 2013 roku wystawił go na sprzedaż. Nowy właściciel rewitalizuje pałac i planuje urządzić stylowy, 5-gwiazdkowy hotel.

## Architektura
Budowla posiada bogate eklektyczne zdobienia, z dominującymi elementami neorenesansowymi. Każda z fasad pałacu zdobiona jest innymi elementami. Znajdujące się w północnej pierzei główne wejście zdobi sześciokolumnowy portyk, który zwieńcza taras otoczony tralkową balustradą. Od południa znajduje się zamknięty półkoliście taras reprezentacyjny, przed którym niegdyś znajdowała się fontanna. Elewację od strony ogrodu zdobią oryginalne płaskorzeźby i rzeźby, między innymi leżącej, nagiej bogini odbierającej kwiaty od dziecka (putta).
Wewnątrz dawne salony i komnaty zostały zdewastowane, po wojnie zachowały się:
- klatka schodowa z bogato zdobioną balustradą
- kasetony na suficie
- witraże w oknie
- boazeria, kredensy, kominek
- trzy piece kaflowe
- dwa herby: jeden z wieżą szachową, którym pieczętowała się Maria Walewska, żona Ludwika Heinzla; drugi to herb Heinzlów. Herby zdobione ornamentami z kwiatów i owoców.

## W pobliżu
- cmentarz w Łodzi-Łagiewnikach
- kościół św. Antoniego
- kapliczki św. Rocha i św. Antoniego
- kapliczka św. Walentego
- dawny folwark przylegający do zespołu pałacowo-ogrodowego jest siedzibą Łódzkiego Klubu Jeździeckiego.